# G8

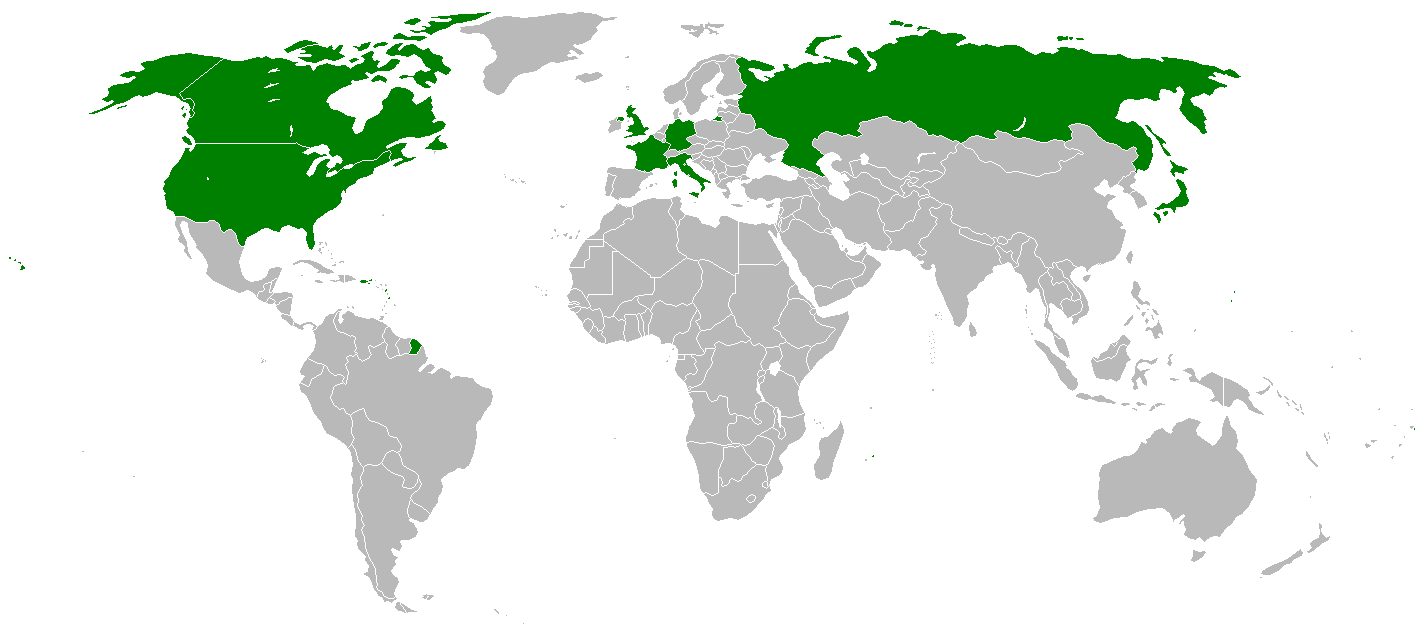
Các nước G8 (tô màu xanh lá cây).

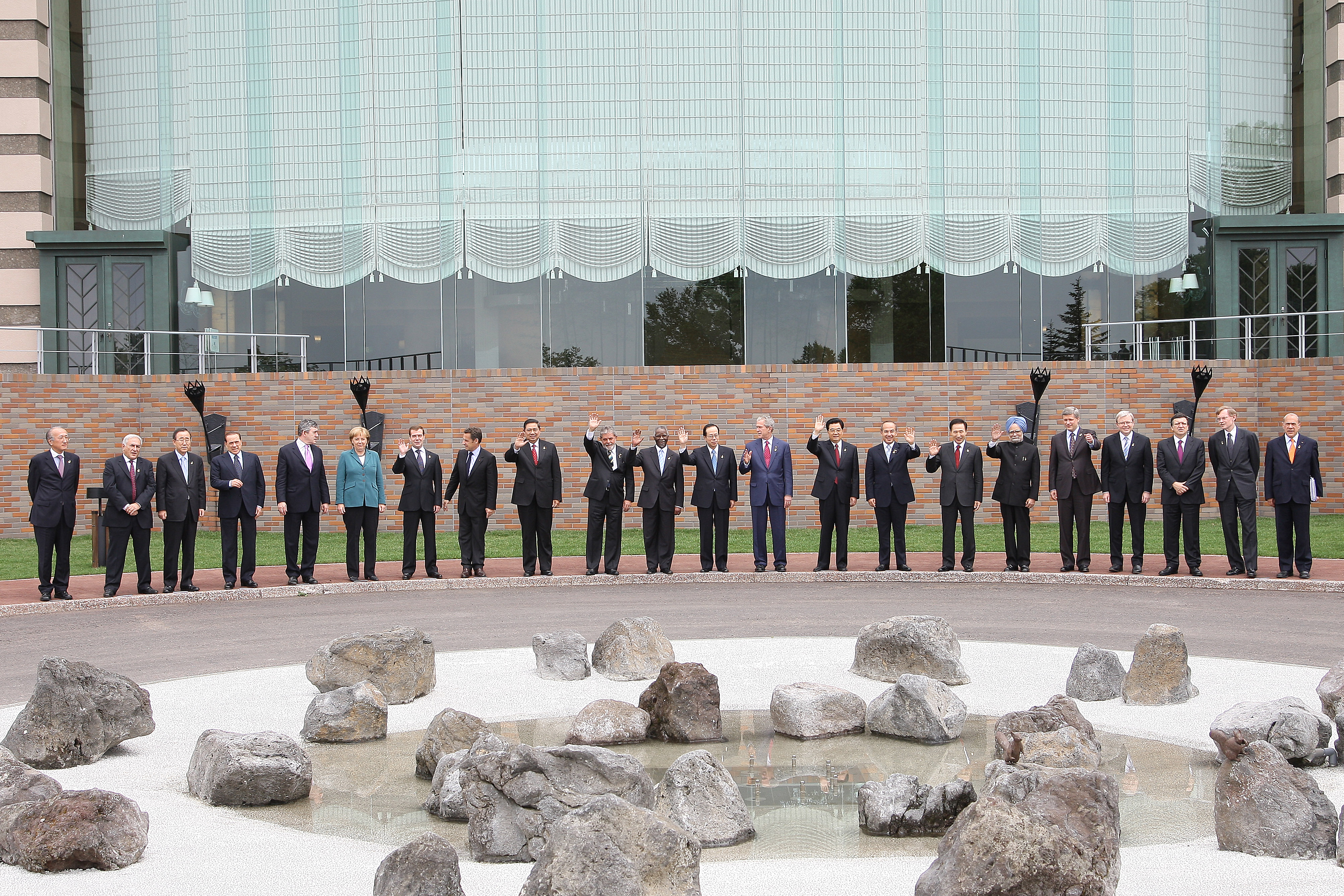
Các nhà lãnh đạo G8 và G5 (Trung Quốc, México, Ấn Độ, Brasil và Nam Phi) năm 2008.

Nhóm G8 (viết tắt tiếng Anh: Group of Eight) là cựu diễn đàn của nhóm 8 cường quốc có nền công nghiệp hàng đầu của thế giới bao gồm: Hoa Kỳ, Pháp, Đức, Ý, Nhật Bản, Anh, Canada và Nga (gia nhập từ năm 1998 nhưng đến năm 2014 thì bị khai trừ khỏi khối). Điểm nhấn của G8 là hội nghị thượng đỉnh về các vấn đề kinh tế và chính trị được tổ chức hàng năm với sự tham dự của những người đứng đầu các nước thành viên và nhiều quan chức quốc tế khác cùng với Liên minh châu Âu, đồng thời hội nghị cũng có nhiều cuộc gặp mặt, đối thoại bên lề và một số hoạt động khảo sát chính sách.
Việc khai trừ tư cách là thành viên G8 của Nga năm 2014 là đòn đáp trả từ các nước Tây Âu, sau khi Nga tiến hành sáp nhập bán đảo Krym ở miền Nam Ukraina. Từ đó, G8 chính thức đổi tên thành G7 và chỉ còn có 7 nguyên thủ họp mặt.

## Lịch sử
G8 có căn nguyên khởi đầu từ cuộc khủng hoảng dầu hoả 1973 và suy thoái toàn cầu theo sau đó. Các vấn đề này đưa đến việc Hoa Kỳ thành lập Nhóm Thư viện (Library Group) quy tập các viên chức tài chính cấp cao từ Hoa Kỳ, Châu Âu và Nhật Bản để thảo luận các vấn đề kinh tế. Năm 1975, Tổng thống Pháp Valéry Giscard d'Estaing mời nguyên thủ của 6 nước công nghiệp hàng đầu tham dự hội nghị thượng đỉnh đầu tiên tại Rambouillet và đưa ra đề nghị họp thường quy. Những người tham dự đồng ý tổ chức họp mặt hàng năm theo chế độ chủ tịch luân phiên, hình thành nên nhóm G6 bao gồm Pháp, Tây Đức, Ý, Nhật, Anh, Hoa Kỳ. Vào hội nghị thượng đỉnh kế tiếp tại Puerto Rico, nó trở thành G7 với sự tham gia của Canada theo yêu cầu của Tổng thống Hoa Kỳ Gerald Ford.
Sau khi Chiến tranh lạnh chấm dứt, năm 1991 Liên Xô và sau đó là Nga bắt đầu gặp nhóm G7 sau hội nghị thượng đỉnh chính. Từ hội nghị lần thứ 20 tại Naplé, nhóm này trở thành P8 (Political 8), hay gọi vui không chính thức là "G7 cộng 1". Nga được cho phép tham gia đầy đủ hơn kể từ hội nghị lần thứ 24 tại Birmingham, đánh dấu sự hình thành G8. Tuy nhiên Nga không được tham dự hội nghị dành cho các bộ trưởng tài chính vì nó không là cường quốc kinh tế; và "G7" được dùng để chỉ cuộc họp ở cấp bộ trưởng này. Hội nghị thượng đỉnh năm 2002 tại Kananaskis (Canada) thông báo Nga sẽ là chủ nhà cho hội nghị năm 2006, và như vậy hoàn tất quá trình trở thành thành viên đầy đủ của Nga.
Vì cuộc khủng hoảng Krym 2014, các nước G7 đã từ chối không tham dự hội nghị G8 mà dự định tổ chức tại Sochi, Nga vào mùa hè năm 2014. Thay vào đó, họ dự định hội thảo với nhau không có mặt của tổng thống Nga Putin tại Brussel.

## Cấu trúc và hoạt động
G8 không được hỗ trợ bởi một tổ chức xuyên quốc gia, không như Liên Hợp Quốc hay Ngân hàng Thế giới. Ghế chủ tịch của nhóm được luân phiên hàng năm giữa các nước thành viên, với trách nhiệm chủ tịch tính từ ngày 1 tháng 1. Nước giữ ghế chủ tịch tổ chức một loạt các hội nghị cấp bộ trưởng, từ đó dẫn đến hội nghị thượng đỉnh giữa các nguyên thủ trong 3 ngày vào giữa năm, cũng như việc bảo đảm an ninh cho người tham dự.
Các cuộc họp ở cấp bộ trưởng bàn về các vấn đề sức khoẻ, thi hành luật lệ và lao động, để giải quyết các vấn đề của nhau và của toàn cầu. Nổi tiếng nhất trong số đó là G7, hiện được dùng để nói về hội nghị của các bộ trưởng tài chính của G8 trừ nước Nga, và các viên chức từ Cộng đồng châu Âu. Tuy nhiên, cũng có một cuộc họp ngắn "G8+5" giữa các bộ trưởng tài chính của G8 và Trung Quốc, México, Ấn Độ, Brasil và Nam Phi.